# كيف تفلت بجريمة قتل
كيف تفلت بجريمة قتل (بالإنجليزية: How to Get Away with Murder، نقحرة:هاو تو غيت أواي ويذ ميردر، إختصاراً: HTGAWM) مسلسل تلفزيوني أميركي عرض لأول مرة على هيئة الإذاعة الأمريكية في 25 سبتمبر 2014. المسلسل من صناعة بيتر ناووك، وأنتجته شوندا رايمز وتوزيع استديوهات أي بي سي. فيولا ديفيس تؤدي بطولة المسلسل كأستاذة قانون في جامعة فيلاديلفيا المرموقة، والتي تصبح مع خمسة من طلابها متورطين في مؤامرة قتل. بُثّ المسلسل على هيئة الإذاعة الأميركية كجزء من البرمجة الليلية.
العرض يضم طاقم ممثلين مؤلَف مع فيولا ديفيس آناليس كيتينغ، ألفريد اينوك، جاك فالاهي، أجا نعومي كينغ، مات ماكغوري وكارلا سوزا بدور طلابها، شارلي ويبر وليزا ويل بدور مساعديها، كيتي فيندلي بدور موكلتها، وبيلي براون بدور محقق الشرطة.
لادائها بالعمل، تلقت فيولا ديفيس إشادة النقّاد، وربحت جائزة نقابة ممثلي الشاشة فئة الأداء المتميز في مسلسل درامي وتلقت ترشيحات في جوائز أخرى.

## قصة
أناليس كيتينغ هي أستاذة قانون بارزة ومحامية جرائم جنائية في جامعة ميدلتون. اختارت خمسة طلاب للتدرب بشركتها: ويس غيبنز، كونور والش، ميكايلا برات، آشر ميلستون، ولورال كاستيلو. ليعملوا مع موظفي أناليس المحاميين الشركاء فرانك ديلفينو، وبوني وينتربوتوم..

## الممثلين والأدوار

### الأدوار الرئيسية
- فيولا ديفيس بدور حضرة الأستاذة آناليس كيتينغ: محامية دفاع رفيعة المستوى تقوم بتدريس صف في جامعة ميدلتون.
- بيلي براون بدور المحقق نَيت لاهي: عشيق آناليس الذي يحاول إثبات تورط سام في جريمة مقتل لايلا ستانغارد، والمشتبه فيه الرئيسي في مقتل سام.
- ألفريد اينوك بدور ويس غيبنز/كريستوف: طالب قُبِلَ في النهاية من لائحة الانتظار، وتجمعه لاحقًا علاقة مع ريبيكا
- جاك فالاهي بدور كونُر والش: طالب قانون ينظر إليه رفاقه على أنه متغطرس ومتحجر القلب.
- أجا نأومي كينغ بدور ميكيلا برات: طالبة طموحة تريد أن تصير ناجحة مثل آناليس.
- مات ماكغوري بدور آشر ميلستون: أحد طلاب آناليس والقادم من أسرة ثرية.
- كارلا سوزا بدور لورال كاتستيلو: طالبة مثالية، تدخل لاحقًا في علاقة مع فرانك.
- تشارلي ويبر بدور فرانك ديلفينو: موظف بشركة آناليس رغم أنه ليس بمحامٍ، ولكنه يقوم بالمهمات الخاصة التي تتطلب الحذر.
- ليزا ويل بدور بوني وينتربوتوم: محامية شريكة في شركة آناليس.
- كاتي فيندلي بدور ريبيكا ساتر (دور تواتري بالموسم الأول - ضيفة بالموسم الثاني): جارة ويس الغامضة، ولاحقًا حبيبته المتهمة بجريمة قتل لايلا ستانغراد.

### الأدوار التواترية
- توم فيركا بدور الأستاذ سام كيتينغ: زوج آناليس، الذي لديه علاقة غرامية بالطالبة المقتولة لايلا ستانغارد، والذي يتم قتله لاحقًا.[4]
- كونراد ريكمورا بدور أوليفر هامبتون: اختصاصي تقنية المعلومات الذي يدخل في علاقة حب مع كونر.[5]
- سارة بيرنز بدور مساعدة النائب العام إميلي سينكلير: المدعي العام في قضية الأشقاء هابستل.
- جون بوسي بدور ويليام ميلستون: والد آشر.

| الموسم الأول - ميغان ويست بدور لايلا ستانغراد: فتاة النادي التي تنخرط في علاقة مع سام كيتينغ في وقت مقتلها. - أليسيا راينر بدور ويندي باركس: النائب العام خصم أناليس. - بيني بلات بدور غريفن أوريلي: لاعب الوسط في فريق كرة القدم وحبيب المقتولة لايلا ستانغارد. - إليوت نايت بدور ايدن ووكر: خطيب ميكايلا. - لين ويتفلد بدور ماري ووكر: الحماة المستقبلية لميكايلا. - أرجن غوبتا بدور خان: محامي مساعد وعشيق لورال. - أبريل باركر جونز بدور المحققة كلير برايس: ضابط تحقيق الشرطة في اختفاء سام كيتينغ. - مارسيا غاي هاردن بدور الدكتور هانا كيتينغ: أخت سام كيتينغ أي أخت زوج آناليس؛ كما تعمل كاخصائية نفسية. | الموسم الثاني - فامك جانسن بدور إيف روذلو: محامٍ متخصص في قضايا المحكوم عليهم بالإعدام وحبيبة آناليس السابقة. - كندريك سامبسون بدور كاليب هابستل: وكيل آناليس المتهم بقتل والديه بالتبني. - ايمي أوكودا بدور كاثرين هابستل: وكيلة آناليس المتهمة بقتل والديها بالتبني. - مات كوهين بدور ليفي ويسكوت: شقيق ريبيكا المتكفل. - جيفرسون وايت بدور فيليب جيسوب: ابن عم كاليب وكاثرين وأخيهما غير الشقيق. |

### ممثلون ضيوف
- سيسلي تايسون بدور أوفيليا هاركنس: والدة آناليس

## الإستقبال

### تقيمات التلفزيون
| Season | Timeslot (ET)      | Number of Episodes | Premiere       | Premiere           | Finale         | Finale             | TV Season | Overall rank | 18–49 rank | Overall viewership |
| Season | Timeslot (ET)      | Number of Episodes | Date           | Viewers (millions) | Date           | Viewers (millions) | TV Season | Overall rank | 18–49 rank | Overall viewership |
| ------ | ------------------ | ------------------ | -------------- | ------------------ | -------------- | ------------------ | --------- | ------------ | ---------- | ------------------ |
| 1      | Thursdays 10:00 pm | 15                 | 25 سبتمبر 2014 | 14.12              | 26 فبراير 2015 | 8.99               | 2014–15   | #30          | #12        | 11.40              |
| 2      | Thursdays 10:00 pm | 15                 | 24 سبتمبر 2015 | 8.38               | 17 مارس 2016   | 5.29               | 2015–16   | #32          | #9         | 10.26              |
| 3      | Thursdays 10:00 pm | 15                 | 22 سبتمبر 2016 | 5.11               | 23 فبراير 2017 | 4.92               | 2016–17   | #44          | #15        | 7.91               |
| 4      | Thursdays 10:00 pm | 15                 | 28 سبتمبر 2017 | 3.96               | 15 مارس 2018   | 3.83               | 2017–18   | #64          | #26        | 6.42               |

مقدمة المسلسل في 25 سبتمبر سجلت رقمًا قياسيًا مشغل دي في آر بستة ملايين مشاهدة، متجاوزًا الرقم القياسي المسجل في 27 يناير 2014 بـ5.6 مليون مشاهدة لمقدمة القائمة السوداء.
لقيت المقدمة ترحيبًا من النقّاد، خاصةً على أداء فيولا ديفيس. العرض الأول للمسلسل تحصل على أكثر من 14 مليون مشاهدة في البث الحي، وأكثر من 20 مليون في DVR.

### النقاد
بدأ المسلسل مع مراجعات إيجابية عمومًا من قبل النقاد، مع إشادة على وجه التحديد بأداء فيولا ديفيس. على الطماطم لفاسدة، قُيّمَ الموس الأول بمعدل 86%، مبنية على 57 مراجعة، مع متوسط تقييمي 6.9/10. ميتاكريتيك أعطت الموسم الأول من المسلسل علامة 68 من 100، مبنية على 30 ناقد، بُنيت تقييماتهم على «ملاحظات إيجابية عمومًا».

## روابط خارجية
- كيف تفلت بجريمة قتل على موقع IMDb (الإنجليزية)
- كيف تفلت بجريمة قتل على موقع ميتاكريتيك (الإنجليزية)
- كيف تفلت بجريمة قتل على موقع الموسوعة البريطانية (الإنجليزية)
- كيف تفلت بجريمة قتل على موقع روتن توميتوز (الإنجليزية)
- كيف تفلت بجريمة قتل على موقع نتفليكس (الإنجليزية)
- كيف تفلت بجريمة قتل على موقع كينوبويسك (الروسية)
- كيف تفلت بجريمة قتل على موقع ألو سيني (الفرنسية)
- كيف تفلت بجريمة قتل على موقع قاعدة بيانات الفيلم (الإنجليزية)